# Ferdinand Mallorský
Ferdinand Mallorský (katalánsky Ferran de Mallorca, 1278, Perpignan – 5. července 1316, Glarentza) byl infant Mallorského království a třetí syn krále Jakuba II. Mallorského. Od roku 1311 byl vikomtem z Aumelas a pánem z Frontignanu a od roku 1315 si nárokoval titul achajského knížete.

## Život
Narodil se jako jeden z mladších synů mallorského krále Jakuba II. a Esclarmondy, dcery Rogera z Foix. Roku 1314 se oženil s Isabelou, vnučkou Viléma z Villehardouinu, bývalého držitele Achajského knížectví. Následujícího roku mu Isabela porodila jediného syna a krátce poté zemřela. Ferdinand se pokusil ubránit synova práva v pozici regenta a zemřel v bitvě u Manolada. Jeho ostatky byly přepraveny do vlasti a pohřbeny v u dominikánů v Perpignanu.